# تونی باند (بازیکن فوتبال، زاده ۱۹۱۳)
تونی باند (انگلیسی: Tony Bond؛ ۲۳ دسامبر ۱۹۱۳ – ۶ ژوئیهٔ ۱۹۹۱ (۷۷ سال)) بازیکن فوتبال اهل بریتانیا بود.
از باشگاه‌هایی که در آن بازی کرده‌است می‌توان به باشگاه فوتبال پرستون نورث اند، باشگاه فوتبال بلکبرن روورز، باشگاه فوتبال تورکی یونایتد، باشگاه فوتبال چورلی، باشگاه فوتبال ولورهمپتون واندررز، باشگاه فوتبال بیکاپ بورو، باشگاه فوتبال ساوتپورت، باشگاه فوتبال بامبر بریج، و باشگاه فوتبال فلیتوود اشاره کرد.